# موزه هنر چلسی

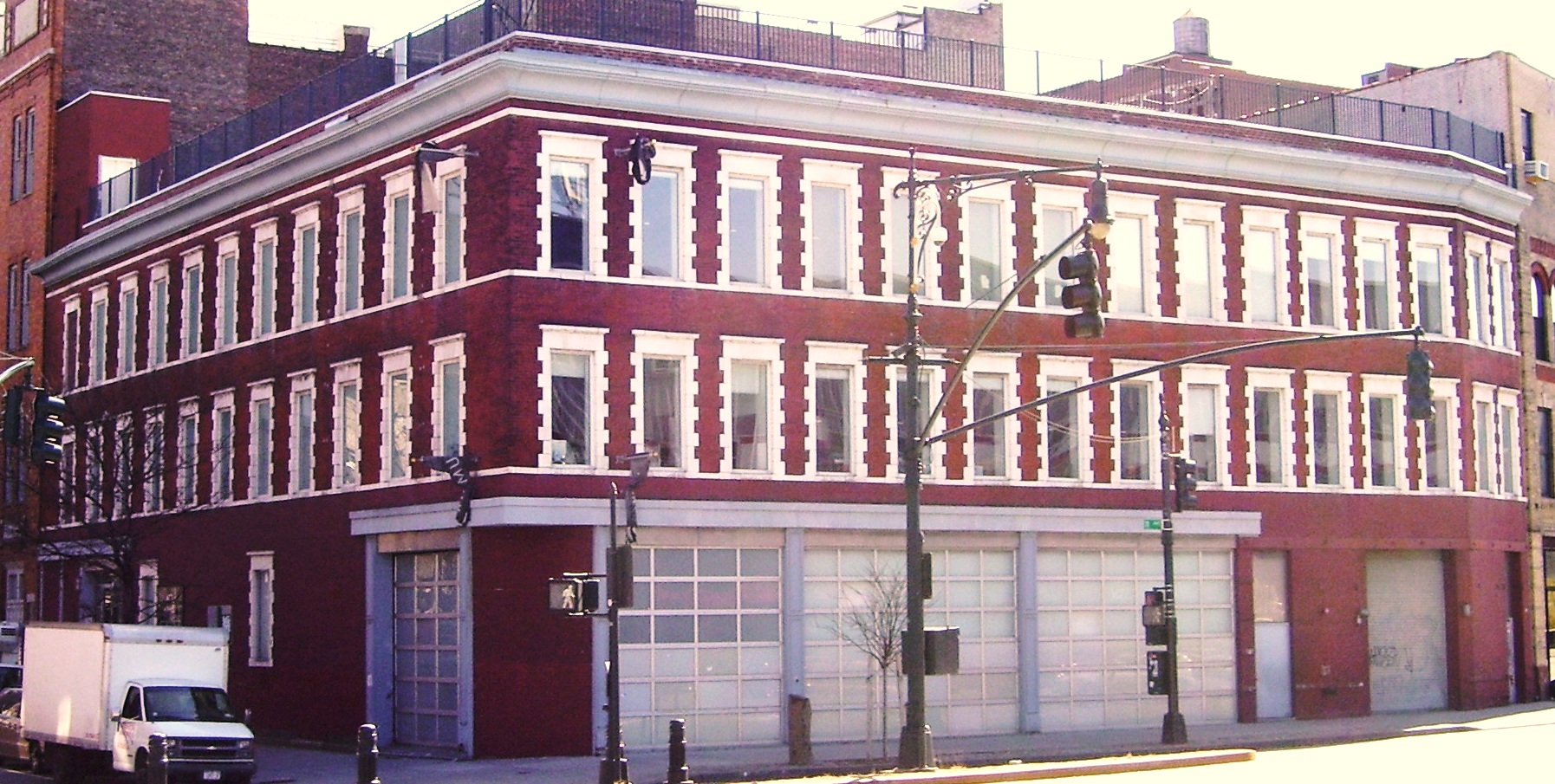
موزه هنر چلسی

موزه هنر چلسی (CAM) یک موزه هنر معاصر است که در خیابان ۲۲ غربی ۵۵۶ در نبش خیابان یازدهم در محله چلسی، منهتن، شهر نیویورک واقع شده‌است. تمرکز این موزه بر روی هنر اروپایی پس از جنگ می‌باشد.